# Loing (Lay)
Der Loing ist ein Fluss in Frankreich, der im Département Vendée in der Region Pays de la Loire verläuft. Er entspringt im Gemeindegebiet von La Tardière, entwässert generell in westlicher Richtung und mündet nach rund 27 Kilometern an der Gemeindegrenze von Chantonnay und Bazoges-en-Pareds als linker Nebenfluss in den Lay.

## Orte am Fluss
(in Fließreihenfolge)
- La Tardière
- Cheffois
- Bazoges-en-Pareds